# Baptisia tinctoria
El añil basto (Baptisia tinctoria) es una especie de planta herbácea perteneciente a la familia Fabaceae que son nativas de Norteamérica especialmente en Canadá (Quebec y Ontario) y en EE. UU. en el estado de Virginia, crece en los bosques y laderas de terrenos secos de terrenos aluviales

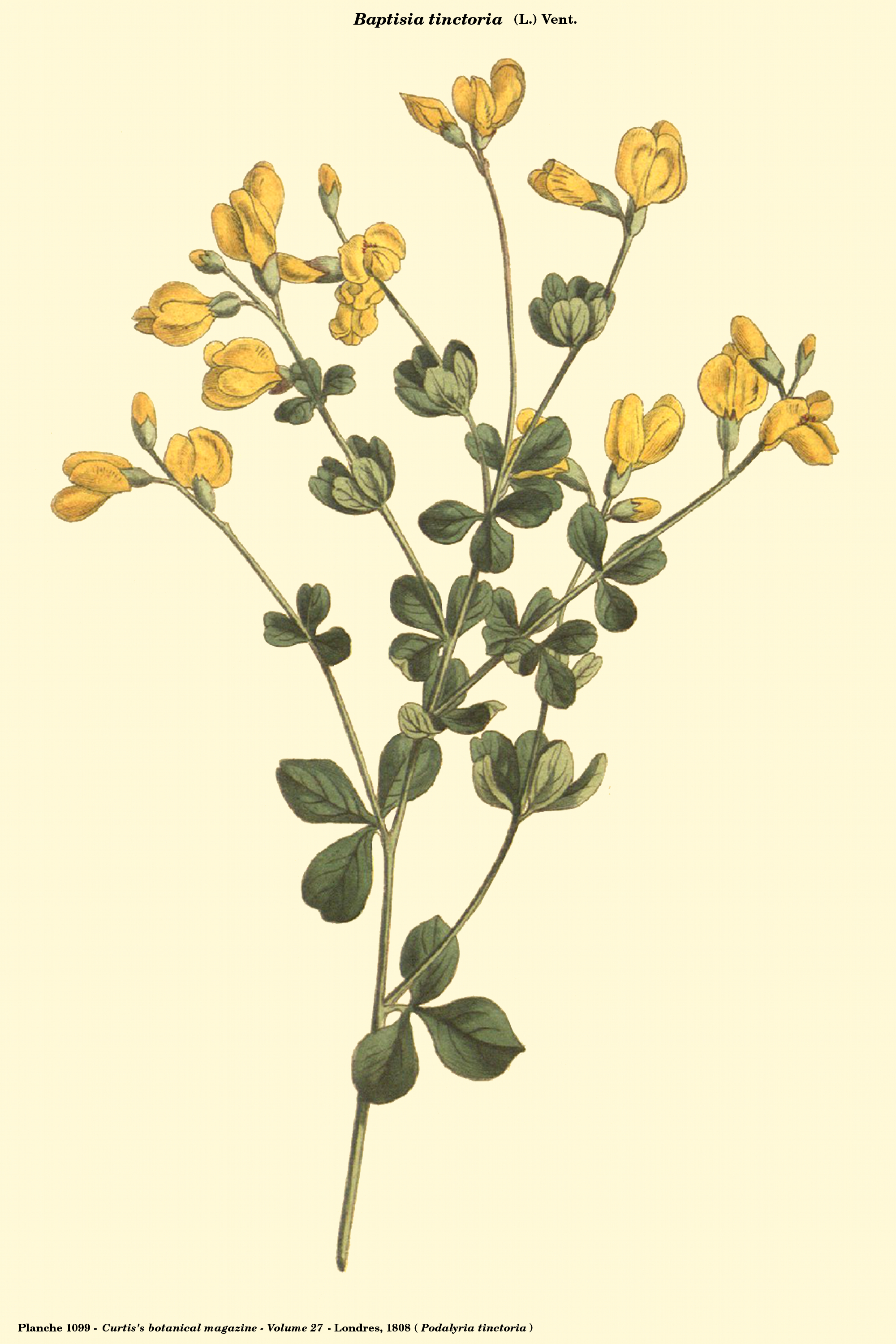
Ilustración de Baptisia tinctoria en el Curtis's botanical magazine de 1808.

## Características
Es una planta herbácea perenne que presenta tallos erectos de entre 60 y 90 cm de altura. La raíz posee un característico color púrpura intenso y ramifica en gran cantidad de raíces secundarias. El tallo presenta numerosas ramificaciones que portan hojas trifoliadas con foliolos de hasta 2 cm de longitud y un corto peciolo que tornan a color negro cuando mueren. Presenta flores de color amarillo brilante de hasta 1,3 cm que se agrupan en racimos. Estas flores cuajan en una legumbre de 1 cm de longitud y 0,6 cm de grosor que contienen entre 1 y 4 semillas.

## Propiedades
La raíz de Baptisia tinctoria es utilizada en la etnobotánica de los pueblos nativos de Norteamérica como antiséptico, diaforético, laxante y purgativa en el tratamientos de úlceras cutáneas y de garganta, tifus y escarlatina.

## Principios activos
En extractos de esta planta se han identificado los alcaloides esparteína, citisina, n-metilcitisina y anagirina. También los fenoles baptisina, baptisol y escopoletina, los flavonoides genisteína, biocanina A, la fitoalexina maackianina y formononetina. Entre los polisacáridos presentes con actividad se conoce la presencia de proteínas arabidogalactanas.

## Toxicidad
En las partes aéreas de Baptisia tinctoria al igual que ocurre en otras especies de su género la presencia de los alcaloides citisina, N-metilcitisina y anagirina, compuestos tóxicos para el ser humano, hace que su consumo como alimento o como parte de complementos alimenticios no sea recomendable.
Su uso como planta medicinal está contraindicado en embarazadas y lactantes. La sobredosis de sus principios activos pueden causar emesis y catarsis que se asocia con mialgia, hipersalivación e inflamación gastrointestinal. En casos de sobredosis extrema puede causar fallos respiratorios por afección del sistema nervioso que puede llevar a la muerte.

## Taxonomía
Baptisia tinctoria fue descrita originalmente por Carlos Linneo como Sophora tinctoria y reubicada en su género actual por Étienne Pierre Ventenat en Decas Generum Novorum 9. en 1808.
Sinonimia
- Baptisia gibbesii Small
- Podalyria tinctoria (L.) Willd.
- Sophora tinctoria L. basónimo[8][9]